# Philipsburg
Philipsburg is de hoofdstad van het land Sint Maarten, het tot het Koninkrijk der Nederlanden behorende deel van het eiland Sint Maarten. Het is genoemd naar de Schot John Philips - een vice-commandeur in Nederlandse dienst. Philipsburg wordt in de volksmond ook Town genoemd.

## Geschiedenis
Philipsburg is ontstaan rond 1631 op een smalle strook land met aan de ene kant de zee en aan de andere kant een zoutmeer, het Zoutmeer van de Grote Baai. Op deze plek kon het uit het meer gewonnen zout makkelijk worden ingeladen in schepen voor verder transport vanaf de Grote Baai aan de Caraïbische Zee. Vandaag de dag is de bestemming van het zoutmeer uitbreidingsgebied voor met name overheidsgebouwen zoals kantoren en de Pondfill, oftewel de vuilstortplaats. 
In 1644 probeerde Peter Stuyvesant Philipsburg te veroveren van de Spanjaarden, maar er werd met een kanon op hem geschoten, en hij verloor zijn been. Op 17 april vertrok hij weer. In 1768 werd Philipsburg de hoofdplaats van het eiland, en was een handelscentrum. De plaats wordt gekenmerkt door koloniale architectuur. Onder het bestuur van Philips werden veel Engelse plantagehouders aangetrokken, met in hun kielzog hun Engelstalige slaven. Dat is ook de reden dat de voertaal op Sint Maarten het Engels is - ook is het Nederlands een officiële taal, die ook op school onderwezen wordt. In 1844 werd de Sint-Martinus van Tourskerk gebouwd als eerste kerk op de Nederlandse kant. De huidige kerk dateert uit 1952.

## Bezienswaardigheden
Het kloppend hart van Philipsburg is de Boardwalk. Deze negenhonderd meter lange wandelboulevard ligt parallel aan het lange zandstrand van Great Bay. De Boardwalk is in 2004 aangelegd en is uitgegroeid tot dé hotspot van de stad.
De twee belangrijkste straten in Philipsburg zijn Front Street (Voorstraat) en Back Street (Achterstraat). Front Street staat vooral bekend om zijn juwelierszaken, elektronicazaken en souvenirwinkels. In Back Street zijn de wat goedkopere winkels te vinden waar men voornamelijk kleding verkoopt. Winkelen in Philipsburg is belastingvrij.
Aan de Front Street bevindt zich onder andere het Guavaberry Emporium en de Methodistenkerk. Een belangrijke bezienswaardigheid is het oude gerechtsgebouw. Het is een van de oudste gebouwen van het eiland. Het houten gebouw werd in 1793 gebouwd en diende als kantoor van John Philips. Later heeft het nog dienstgedaan als rechtbank, gevangenis, postkantoor, brandweerkazerne en stadhuis.
Nick Maley de poppenmaker van Yoda, een personage uit de Star Warsfilms, woont in Philipsburg. Hij heeft een tentoonstellingsruimte in Front Street.

## Galerij

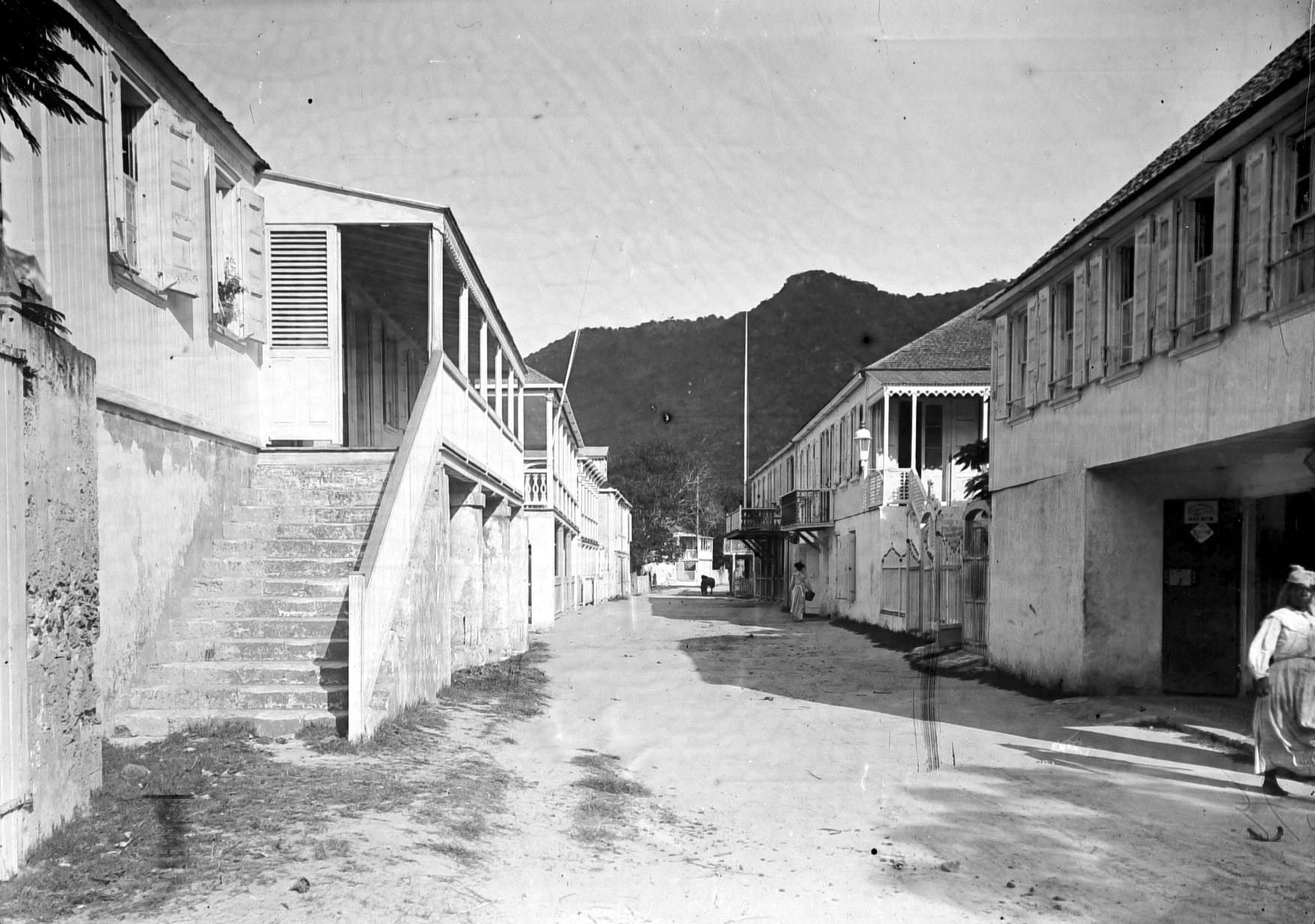
Philipsburg rond 1906-1910
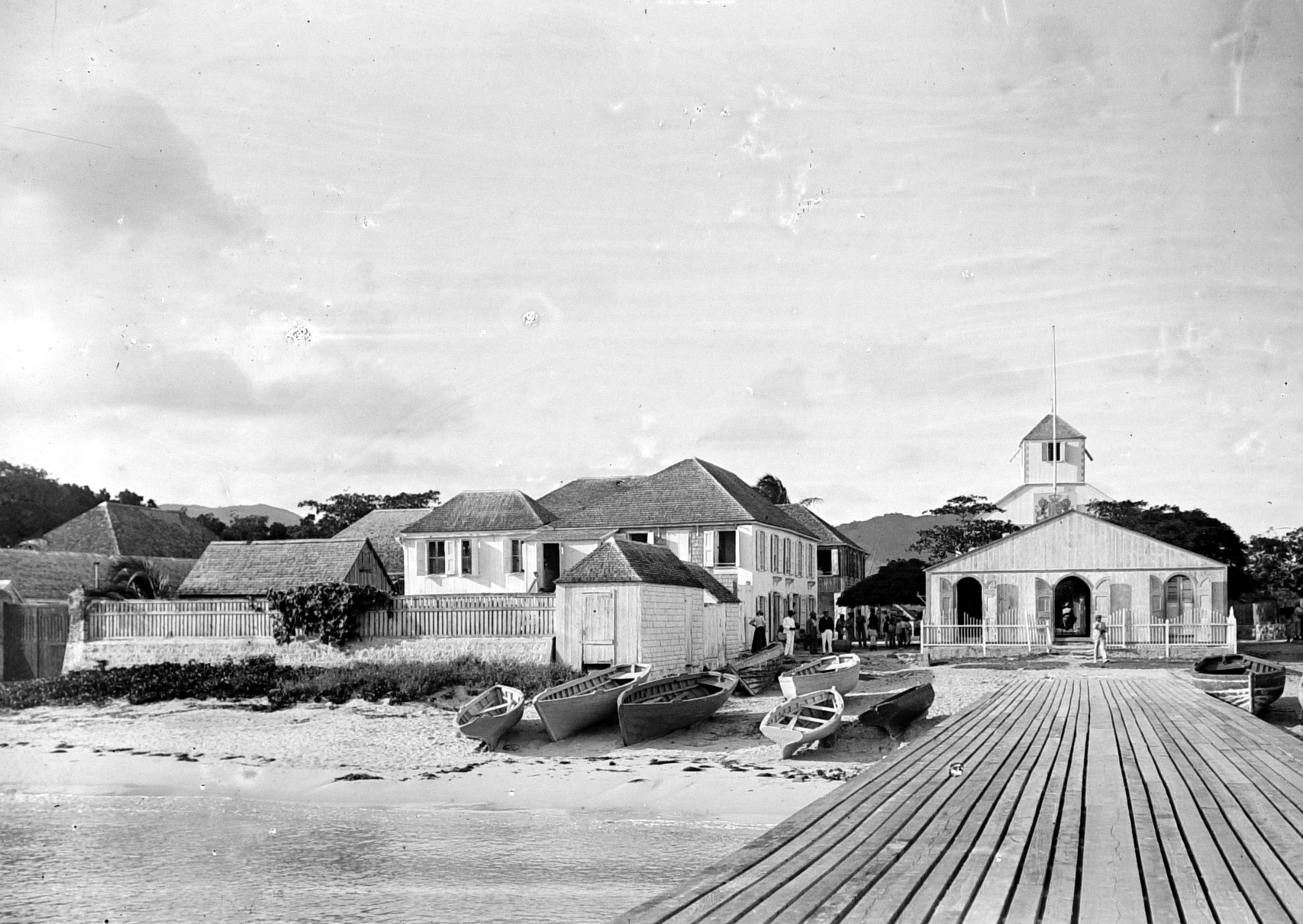
Philipsburg vanaf de steiger rond 1906-1910
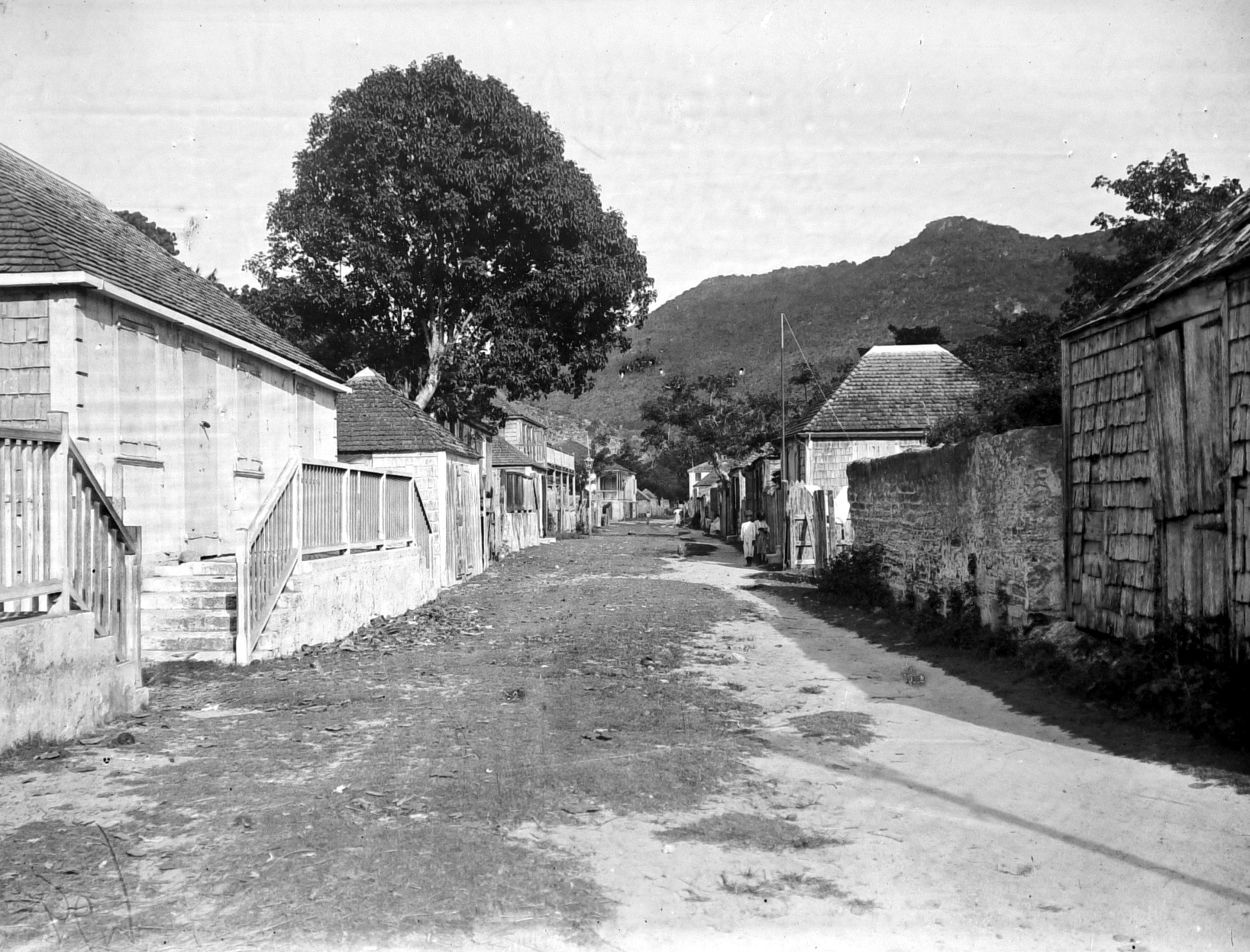
Philipsburg rond 1906-1910
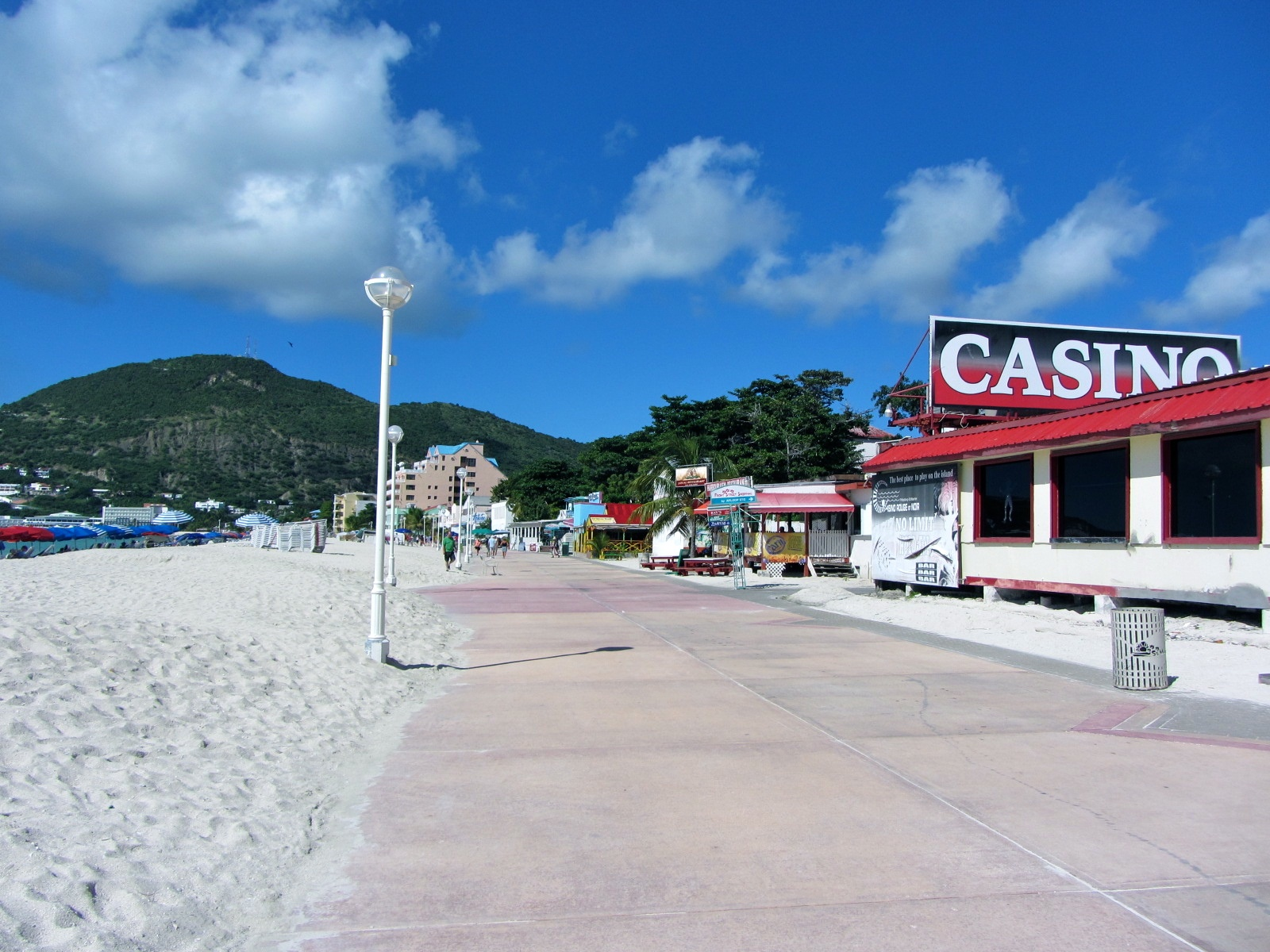
Boardwalk met Great Bay Beach

## Geboren
- Jo Anemaet (1911-2004), kunstschilder
- Ilounga Pata (2000), voetballer